# Баскетболист года среди студентов по версии UPI
Баскетболист года среди студентов по версии UPI (англ. UPI College Basketball Player of the Year) — это ежегодная баскетбольная награда, вручалась лучшему баскетболисту первого дивизиона NCAA по результатам голосования среди спортивных обозревателей. Награда была учреждена американским информационно-новостным агентством United Press International и впервые вручена Тому Голе из университета Ла Салля в сезоне 1954/55 годов. Оно постоянно соперничало с агентством Associated Press, однако с появлением телевизионных новостей его популярность постепенно сошла на нет, и последний раз обладателем приза стал Рэй Аллен из Коннектикутского университета в сезоне 1995/96 годов.
Только пять игроков, Оскар Робертсон, Джерри Лукас, Лью Алсиндор, Билл Уолтон и Ральф Сэмпсон, получали этот приз по несколько раз, причём Робертсон, Уолтон и Сэмпсон выигрывали его трижды. Чаще же других обладателями почётной премии становились баскетболисты Калифорнийского университета в Лос-Анджелесе (6 раз).

## Легенда
| *         | Избраны в Зал славы баскетбола |
| Игрок (X) | Количество титулов             |

## Победители
| Сезон   | Игрок                | Фото | Университет                              | Позиция                             | Год обучения |
| ------- | -------------------- | ---- | ---------------------------------------- | ----------------------------------- | ------------ |
| 1954/55 | Том Гола*            |      | Университет Ла Салля                     | Форвард                             | Четвёртый    |
| 1955/56 | Билл Расселл*        |      | Университет Сан-Франциско                | Центровой                           | Четвёртый    |
| 1956/57 | Чет Форте            |      | Колумбийский университет                 | Разыгрывающий защитник              | Четвёртый    |
| 1957/58 | Оскар Робертсон*     |      | Университет Цинциннати                   | Разыгрывающий защитник              | Второй       |
| 1958/59 | Оскар Робертсон* (2) |      | Университет Цинциннати                   | Разыгрывающий защитник              | Третий       |
| 1959/60 | Оскар Робертсон* (3) |      | Университет Цинциннати                   | Разыгрывающий защитник              | Четвёртый    |
| 1960/61 | Джерри Лукас*        |      | Университет штата Огайо                  | Форвард / Центровой                 | Третий       |
| 1961/62 | Джерри Лукас* (2)    |      | Университет штата Огайо                  | Форвард / Центровой                 | Четвёртый    |
| 1962/63 | Арт Хейман           |      | Университет Дьюка                        | Защитник / Форвард                  | Четвёртый    |
| 1963/64 | Гэри Брэддс          |      | Университет штата Огайо                  | Форвард                             | Четвёртый    |
| 1964/65 | Билл Брэдли*         |      | Принстонский университет                 | Лёгкий форвард / Атакующий защитник | Четвёртый    |
| 1965/66 | Кэззи Расселл        |      | Мичиганский университет                  | Атакующий защитник                  | Четвёртый    |
| 1966/67 | Лью Алсиндор*[a]     |      | УКЛА                                     | Центровой                           | Второй       |
| 1967/68 | Элвин Хейз*          |      | Хьюстонский университет                  | Форвард / Центровой                 | Четвёртый    |
| 1968/69 | Лью Алсиндор*[a] (2) |      | УКЛА                                     | Центровой                           | Четвёртый    |
| 1969/70 | Пит Маравич*         |      | Университет штата Луизиана               | Защитник                            | Четвёртый    |
| 1970/71 | Остин Карр           |      | Университет Нотр-Дам                     | Защитник                            | Четвёртый    |
| 1971/72 | Билл Уолтон*         |      | УКЛА                                     | Центровой                           | Второй       |
| 1972/73 | Билл Уолтон* (2)     |      | УКЛА                                     | Центровой                           | Третий       |
| 1973/74 | Билл Уолтон* (3)     |      | УКЛА                                     | Центровой                           | Четвёртый    |
| 1974/75 | Дэвид Томпсон*       |      | Университет штата Северная Каролина      | Атакующий защитник / Лёгкий форвард | Четвёртый    |
| 1975/76 | Скотт Мэй            |      | Индианский университет в Блумингтоне     | Форвард                             | Четвёртый    |
| 1976/77 | Маркес Джонсон       |      | УКЛА                                     | Защитник / Форвард                  | Четвёртый    |
| 1977/78 | Бутч Ли              |      | Университет Маркетт                      | Разыгрывающий защитник              | Четвёртый    |
| 1978/79 | Ларри Бёрд*          |      | Университет штата Индиана                | Лёгкий форвард                      | Четвёртый    |
| 1979/80 | Марк Агирре          |      | Университет Де Поля                      | Лёгкий форвард                      | Второй       |
| 1980/81 | Ральф Сэмпсон*       |      | Виргинский университет                   | Центровой                           | Второй       |
| 1981/82 | Ральф Сэмпсон* (2)   |      | Виргинский университет                   | Центровой                           | Третий       |
| 1982/83 | Ральф Сэмпсон* (3)   |      | Виргинский университет                   | Центровой                           | Четвёртый    |
| 1983/84 | Майкл Джордан*       |      | Северная Каролина                        | Атакующий защитник                  | Третий       |
| 1984/85 | Крис Маллин*         |      | Университет Сент-Джонс                   | Лёгкий форвард / Атакующий защитник | Четвёртый    |
| 1985/86 | Уолтер Берри         |      | Университет Сент-Джонс                   | Тяжёлый форвард                     | Четвёртый    |
| 1986/87 | Дэвид Робинсон*      |      | Военно-морская академия США              | Центровой                           | Четвёртый    |
| 1987/88 | Херси Хокинс         |      | Университет Брэдли                       | Атакующий защитник                  | Четвёртый    |
| 1988/89 | Дэнни Ферри          |      | Университет Дьюка                        | Тяжёлый форвард / Центровой         | Четвёртый    |
| 1989/90 | Лайнел Симмонс       |      | Университет Ла Салля                     | Лёгкий форвард                      | Четвёртый    |
| 1990/91 | Шакил О’Нил*         |      | Университет штата Луизиана               | Центровой                           | Второй       |
| 1991/92 | Джим Джексон         |      | Университет штата Огайо                  | Атакующий защитник                  | Третий       |
| 1992/93 | Калберт Чини         |      | Индианский университет в Блумингтоне     | Лёгкий форвард                      | Четвёртый    |
| 1993/94 | Гленн Робинсон       |      | Университет Пердью                       | Лёгкий форвард / Тяжёлый форвард    | Второй       |
| 1994/95 | Джо Смит             |      | Мэрилендский университет в Колледж-Парке | Центровой                           | Второй       |
| 1995/96 | Рэй Аллен            |      | Коннектикутский университет              | Атакующий защитник                  | Третий       |

## Комментарии
- a  Сменил имя 1 мая 1971 года после первой победы в НБА и принятия ислама, имя при рождении Фердинанд Льюис Алсиндор-младший или просто Льюис Алсиндор. Его новое имя, Карим Абдул-Джаббар, означает: «щедрый, слуга всесильного» (Аллаха)[1].